# Längdskidåkning vid olympiska vinterspelen 1998
Längdskidåkning vid olympiska vinterspelen 1998 i Nagano, Japan.

## Medaljörer

### Herrar
| Event                               | Guld                                                            | Guld      | Silver                                                         | Silver    | Brons                                                          | Brons     |
| 10 km klassiskt Detaljer...         | Bjørn Dæhlie Norge                                              | 27:24,5   | Markus Gandler Österrike                                       | 27:32,5   | Mika Myllylä Finland                                           | 27:40,1   |
| 15 km fristil jaktstart Detaljer... | Thomas Alsgaard Norge                                           | 1:07:01,7 | Bjørn Dæhlie Norge                                             | 1:07:02,8 | Vladimir Smirnov Kazakstan                                     | 1:07:31,5 |
| 30 km klassiskt Detaljer...         | Mika Myllylä Finland                                            | 1:33:55,8 | Erling Jevne Norge                                             | 1:35:27,1 | Silvio Fauner Italien                                          | 1:36:07,8 |
| 50 km fristil Detaljer...           | Bjørn Dæhlie Norge                                              | 2:05:08,2 | Niklas Jonsson Sverige                                         | 2:05:16,3 | Christian Hoffmann Österrike                                   | 2:06:01,8 |
| 4 x 10 km stafett Detaljer...       | Norge Sture Sivertsen Erling Jevne Bjørn Dæhlie Thomas Alsgaard | 1:40:55,7 | Italien Marco Albarello Fulvio Valbusa Fabio Maj Silvio Fauner | 1:40:55,9 | Finland Harri Kirvesniemi Mika Myllylä Sami Repo Jari Isometsä | 1:42:15,5 |

### Damer
| Event                               | Guld                                                               | Guld      | Silver                                                                 | Silver    | Brons                                                                      | Brons     |
| 5 km klassiskt Detaljer...          | Larisa Lazutina (RUS)                                              | 17:37,9   | Kateřina Neumannová (CZE)                                              | 17:42,7   | Bente Martinsen (NOR)                                                      | 17:49,4   |
| 10 km fristil jaktstart Detaljer... | Larisa Lazutina (RUS)                                              | 28:29,9   | Olga Danilova (RUS)                                                    | 28:36,9   | Kateřina Neumannová (CZE)                                                  | 28:37,2   |
| 15 km klassiskt Detaljer...         | Olga Danilova (RUS)                                                | 46:55,4   | Larisa Lazutina (RUS)                                                  | 47:01,0   | Anita Moen-Guidon (NOR)                                                    | 47:52,6   |
| 30 km fristil Detaljer...           | Julija Tjepalova (RUS)                                             | 1:22:01,5 | Stefania Belmondo (ITA)                                                | 1:22:11,7 | Larisa Lazutina (RUS)                                                      | 1:23:15,7 |
| 4 x 5 km stafett Detaljer...        | Ryssland Nina Gavriljuk Olga Danilova Jelena Välbe Larisa Lazutina | 55:13,5   | Norge Bente Martinsen Marit Mikkelsplass Elin Nilsen Anita Moen-Guidon | 55:38,0   | Italien Karin Moroder Gabriella Paruzzi Manuela Di Centa Stefania Belmondo | 56:53,3   |

## Medaljtabell
| Pl. | Nation    | Guld | Silver | Brons | Totalt |
| --- | --------- | ---- | ------ | ----- | ------ |
| 1   | Ryssland  | 5    | 2      | 1     | 8      |
| 2   | Norge     | 4    | 3      | 2     | 9      |
| 3   | Finland   | 1    | 0      | 2     | 3      |
| 4   | Italien   | 0    | 2      | 2     | 4      |
| 5   | Österrike | 0    | 1      | 1     | 2      |
| 5   | Tjeckien  | 0    | 1      | 1     | 2      |
| 7   | Sverige   | 0    | 1      | 0     | 1      |
| 8   | Kazakstan | 0    | 0      | 1     | 1      |
|     | Totalt    | 10   | 10     | 10    | 30     |